# Industria farmacéutica
La industria farmacéutica es un sector empresarial dedicado a la fabricación, preparación y comercialización de productos químicos medicinales para el tratamiento y también la prevención de las enfermedades. Algunas empresas del sector fabrican productos químicos farmacéuticos a granel (producción primaria), y los preparan para su uso médico mediante métodos conocidos colectivamente como producción secundaria. Entre los procesos de producción secundaria, altamente automatizados, se encuentran la fabricación de fármacos dosificados, como Tabletas, cápsulas o sobres para administración oral, disoluciones para inyección, óvulos y supositorios. Debido a que su actividad afecta directamente a la salud humana, esta industria está sujeta a una gran variedad de leyes y reglamentos con respecto a las investigaciones, patentes, pruebas y comercialización de los fármacos.
Muchas compañías farmacéuticas realizan tareas de investigación y desarrollo (I+D) con el fin de introducir nuevos tratamientos mejorados. En algunos países, cada etapa de pruebas de nuevos fármacos con animales domésticos (de granja o de laboratorio) o con seres humanos, tiene que recibir la autorización de los organismos reguladores nacionales. 
Parte de la producción de la industria farmacéutica corresponde a vacunas. La mayoría de las vacunas son inyectables, aunque algunas se administran por vía oral, en particular la vacuna de Sabin contra la poliomielitis, desarrollada a mediados de la década de 1950. Las vacunas protegen al organismo sometiéndolo a un agente patógeno debilitado, lo cual le ayuda a crear nuevos anticuerpos (inmunización a largo plazo) o proporcionándole anticuerpos activos (una solución más temporal).
La mayoría de los países conceden patentes para los medicamentos o fármacos recientemente desarrollados o modificados, por periodos de unos 15 años a partir de la fecha de autorización.[cita requerida]
 Las compañías asignan una marca registrada a sus innovaciones, que pasan a ser de su propiedad exclusiva. Además, los nuevos medicamentos reciben un nombre genérico oficial de propiedad pública. Una vez que expira la patente, cualquier empresa que cumpla las normas del organismo regulador puede fabricar y vender productos con el nombre genérico. En realidad la industria farmacéutica es la principal impulsora de la extensión del sistema de patentes, y ha presionado a los países en desarrollo para hacerles seguir este sistema.[cita requerida]
La mayor parte de las empresas farmacéuticas tienen carácter de ayudar a los pacientesinternacional y por tanto están presentes en muchos países a través de filiales. El sector, tecnológicamente muy adelantado, da ocupación a muchos licenciados universitarios, como farmacéuticos, microbiólogos, biólogos, bioquímicos, químicos, ingenieros, farmacólogos, médicos, físicos y veterinarios, así como diplomados en enfermería. Estos profesionales trabajan en investigación y desarrollo (I+D), producción, control de calidad, marketing, representación médica, relaciones públicas o administración general. En 1994, las dos mayores empresas farmacéuticas del mundo eran la británica Glaxo y la norteamericana Merck & Co. Cada una de ellas ocupa a unas 50.000 personas en todo el mundo, de las que unos 7000 son licenciados universitarios.

## Historia de la industria farmacéutica

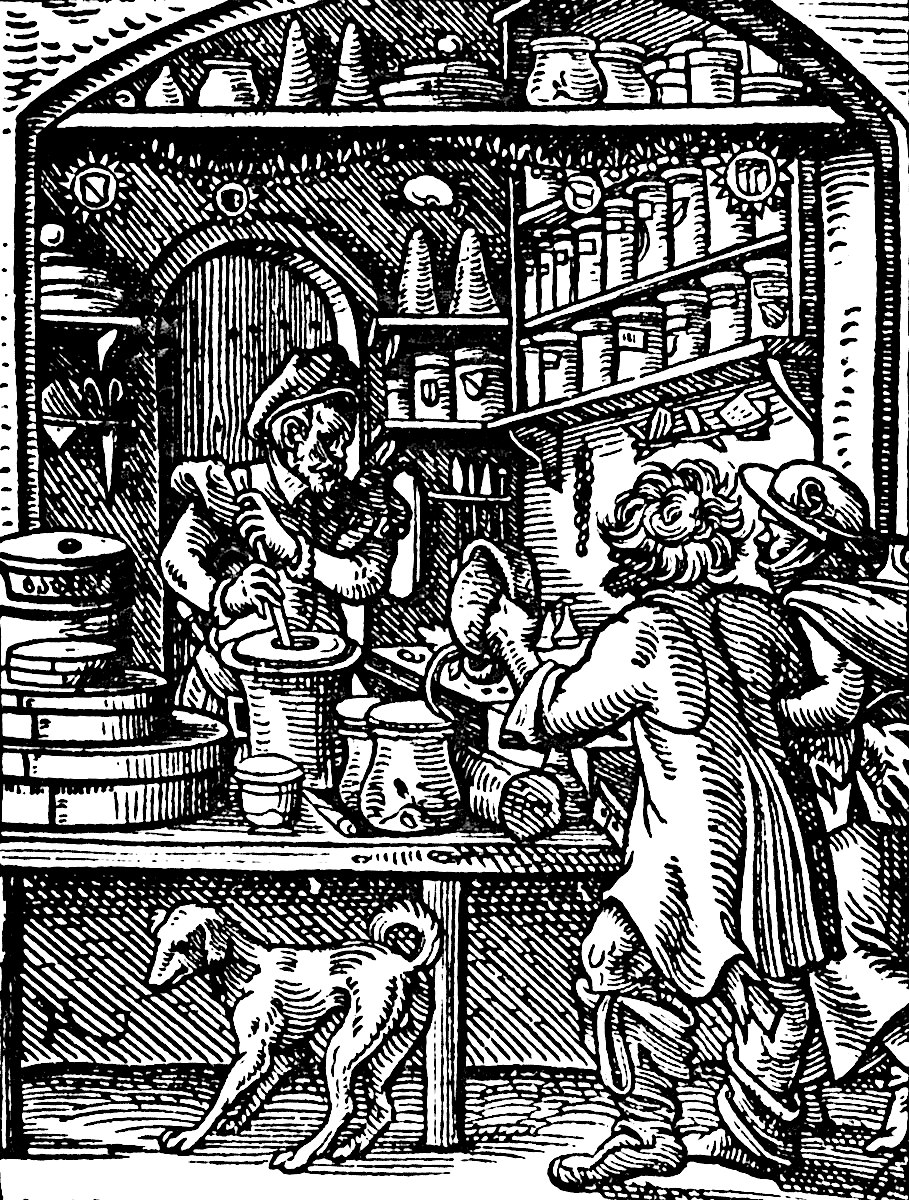
Grabado alemán de una farmacia. Año 1568.

La industria farmacéutica surgió a partir de una serie de actividades diversas relacionadas con la obtención de sustancias utilizadas en medicina, cuyo pionero fue Galeno. Pueden tenerse como precursoras de la fabricación a escala industrial de medicamentos, las actividades de Carlos II 'el hechizado', en la España del siglo XVII, en el laboratorio de alquimia que había construido Felipe II junto al monasterio de 'El Escorial', con la idea de obtener oro con el que financiar sus campañas político-militares,  A principios del siglo XIX, los boticarios, químicos o los propietarios de herbolarios obtenían partes secas de diversas plantas, recogidas localmente o en otros continentes. Estas últimas se compraban a los especieros, que fundamentalmente importaban especias, pero como negocio secundario también comerciaban con productos utilizados con fines medicinales, entre ellos el opio de Persia o la ipecacuana de Suramérica. Los productos químicos sencillos y los minerales se adquirían a comerciantes de aceites y gomas.
Los boticarios y químicos fabricaban diversos preparados con estas sustancias, como extractos, tinturas, mezclas, lociones, pomadas o píldoras. Algunos profesionales elaboraban mayor cantidad de preparados de los que necesitaban para su propio uso y los vendían a granel a sus compañeros.
Algunas medicinas, como las preparadas a partir de la quina, de la belladona, de la digitalina, del centeno cornudo (Claviceps purpurea) o del opio (látex seco de la adormidera Papaver somniferum), eran realmente útiles, pero su actividad presentaba variaciones considerables. En 1820, el químico francés Joseph Pelleterier preparó el alcaloide activo de la corteza de la quina y lo llamó quinina. Después de este éxito aisló diversos alcaloides más, entre ellos la atropina (obtenida de la belladona) o la estricnina (obtenida de la nuez vómica).
Su trabajo y el de otros investigadores hizo posible normalizar diversas medicinas y extrajo de forma comercial sus principios activos. Una de las primeras empresas que extrajo alcaloides puros en cantidades comerciales fue la farmacia de T.H. Smith Ltd. en Edimburgo, Escocia. Pronto los detalles de las pruebas químicas fueron difundidos en las farmacopeas, lo cual obligó a los fabricantes a establecer sus propios laboratorios.

### Los primeros medicamentos sintéticos

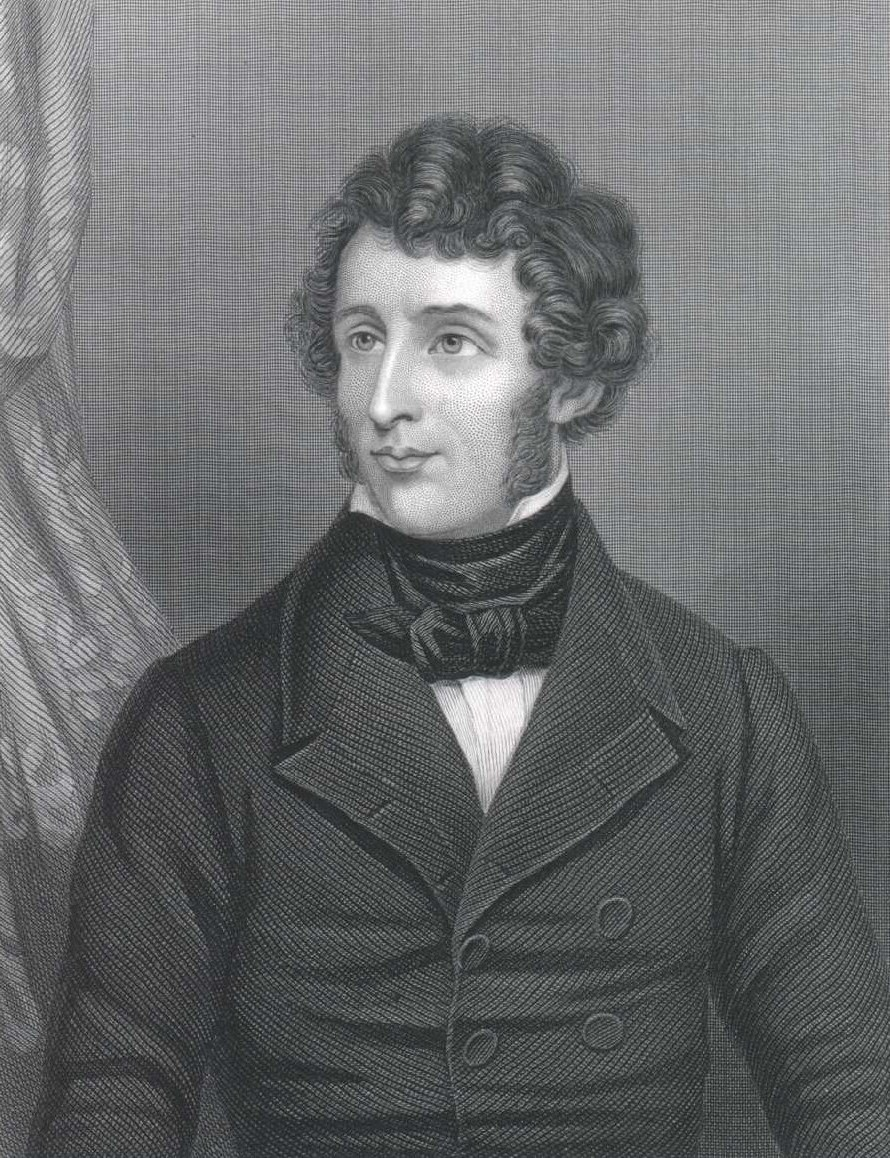
Friedrich Wöhler, descubridor de la síntesis de la urea.

Los productos químicos extraídos de plantas o animales se conocían como orgánicos, en contraposición a los compuestos inorgánicos derivados de otras fuentes; se creía que los primeros sólo podían ser producidos por los organismos vivos, de ahí su nombre. En 1828, no obstante, el químico alemán Friedrich Wöhler calentó un compuesto inorgánico, el cianato de amonio, y consiguió producir urea, que anteriormente sólo se había conseguido aislar a partir de la orina.[cita requerida]
Esta síntesis revolucionaria hizo que se intentaran sintetizar otros compuestos orgánicos. Para la futura industria farmacéutica tuvo gran importancia el descubrimiento accidental, en 1856, del primer colorante sintético, el malva. Este descubrimiento del joven estudiante británico de química William Henry Perkin incitó a diversos fabricantes de Alemania y Suiza a desarrollar nuevos colores sintéticos, con lo cual se ampliaron los conocimientos sobre la nueva química.[cita requerida]
Los colorantes o tintes sintéticos tuvieron un impacto enorme en los avances médicos. Aumentó considerablemente la gama de productos biológicos de tintura, lo cual aceleró el progreso de la bacteriología y la histología. La investigación de nuevos colores estimuló el estudio de la química orgánica, lo cual a su vez fomentó la investigación de nuevas medicinas. El primer fármaco sintético fue la acetofenidina, comercializada en 1885 como analgésico por la empresa Bayer, de Leverkusen (Alemania) bajo la marca Phenacetin. El paracetamol -utilizado hoy como analgésico- derivó posteriormente de aquel compuesto.[cita requerida]
El segundo fármaco sintético importante, comercializado en 1899, fue el ácido acetilsalicílico, sintetizado de forma pura por el doctor Felix Hoffmann dos años antes en los laboratorios de investigación de Bayer. Este fármaco se vendió en todo el mundo con el nombre comercial de Aspirina, propiedad de Bayer, y supuso un tratamiento nuevo y eficaz para los dolores reumáticos. A partir de estos primeros comienzos, Bayer creció hasta convertirse en la gigantesca empresa IG Farbenindustrie.

### Los primeros fármacos antiinfecciosos
El primer fármaco que curó una enfermedad infecciosa que causaba una gran mortalidad fue la «bala mágica» del bacteriólogo alemán Paul Ehrlich. Convencido de que el arsénico era clave para curar la sífilis, una enfermedad venérea, Ehrlich sintetizó centenares de compuestos orgánicos del arsénico. Más tarde, inyectó estos compuestos en ratones previamente infectados con el organismo causante de la enfermedad, la Treponema pallidum. Algunos de los 605 compuestos probados mostraron ciertos indicios prometedores, pero morían demasiados ratones. En 1910, fabricó y probó el compuesto número 606, la arsfenamina, que restablecía plenamente en los ratones infectados.
Ehrlich se enfrentó entonces al problema de fabricar su compuesto en grandes cantidades, preparado de forma adecuada para su inyección, así como para la su distribución. Buscó la ayuda de la empresa química Höchst AG, de Fráncfort (Alemania). La empresa comercializó la sustancia en ampollas de cristal con una dosis única de arsfenamina en polvo, que debía disolverse en agua esterilizada antes de ser inyectada. El fármaco, exportado a todo el mundo, recibió el nombre comercial de Salvarsán. Este proceso de descubrimiento, producción comercial y distribución continúa siendo típico de la industria farmacéutica.
En 1916, los científicos de Bayer inventaron un fármaco eficaz para tratar una enfermedad tropical, la tripanosomiasis africana o enfermedad del sueño. Este mal, que afecta a los seres humanos y al ganado, es provocado por microorganismos llamados tripanosomas, transportados por la mosca tsetsé. La I Guerra Mundial interrumpió los suministros de productos químicos alemanes (y también suizos) a Gran Bretaña y Estados Unidos, lo cual estimuló las actividades de investigación y desarrollo en estos países.

### Presentación de sus productos
Los preparados pueden succionarse como los caramelos, tomarse oralmente (como los jarabes) o administrarse en forma de inhalaciones con aerosoles dosificados, de gotas para la nariz, orejas u ojos, o de pomadas y lociones aplicadas sobre la piel. 

### Investigación en el campo de la diabetes
Se considera que los años de entreguerras correspondieron a la adolescencia de la industria farmacéutica. El 11 de enero de 1922, en la Universidad de Toronto (Canadá), F. G. Banting y Charles H. Best inyectaron un extracto pancreático a un niño de 14 años cuya diabetes se consideraba terminal, y sus síntomas remitieron. Inmediatamente surgió una demanda mundial de la sustancia salvadora, denominada insulina. Este avance revolucionario supuso el Premio Nobel de Fisiología y Medicina para ambos científicos. Las autoridades de la Universidad de Toronto se dieron cuenta de que necesitaban plantearse los problemas de la fabricación y distribución de insulina con un enfoque comercial, para lo que recurrieron en la empresa farmacéutica norteamericana Eli Lilly, de Indianápolis (Indiana). A mediados de 1923, Lilly comercializaba ya suficiente insulina para tratar a miles de diabéticos en Norteamérica. Las empresas farmacéuticas europeas que fabricaban insulina bajo la licencia de la Universidad de Toronto obtuvieron un éxito parecido.

### Descubrimiento de las sulfamidas y los antibióticos

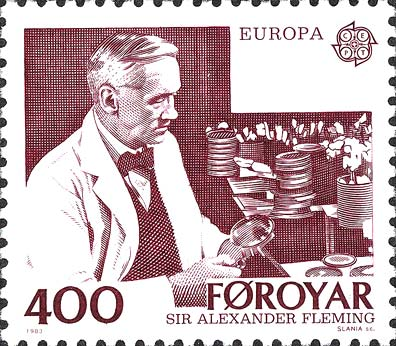
Sir Alexander Fleming en un sello de las Islas Feroe.

En 1935 el patólogo alemán Gerhard Domagk, de los laboratorios Bayer, comprobó que un colorante comercializado con el nombre de prontosil era eficaz contra una infección provocada por estreptococos. Estos microorganismos eran los causantes de la sepsis puerperal, una enfermedad que a veces seguía al parto y provocaba a menudo la muerte de la madre. Se demostró que la parte activa de la molécula del prontosil era el radical sulfonamida, lo cual incitó a los investigadores farmacéuticos a sintetizar una serie de fármacos nuevos conocidos como sulfonamidas o sulfamidas.
En 1928 Alexander Fleming descubrió la penicilina y sugirió que podría usarse para tratar determinadas infecciones bacterianas. No obstante, este uso no se consideró seriamente hasta 1940, cuando Howard Florey y Ernst Chain (un científico huido de la Alemania nazi) consiguieron producir y presentar la penicilina en una forma utilizable. Una serie de empresas del Reino Unido reconocieron su utilidad para el tratamiento de heridas de guerra y empezaron a fabricarla a partir de cultivos de Penicillium sp., desarrollados en botellas de vidrio. Las cantidades producidas eran insuficientes, por lo cual Florey se desplazó a Estados Unidos para convencer a las compañías farmacéuticas de que fabricaran penicilina. La empresa química norteamericana Pfizer, de Brooklyn, producía ácido cítrico mediante la fermentación de melazas. Después de muchas investigaciones adaptó tal proceso para producir penicilina. Tras la guerra, los tres científicos recibieron el Premio Nobel por sus trabajos, y la penicilina pasó a estar disponible en todo el mundo, y a precios accesibles, entre otras cosas porque al ser un producto de la naturaleza no podía ser patentado.
Pronto se descubrieron otras sustancias activas contra infecciones muy diversas, que se denominaron colectivamente antibióticos. Uno de los más conocidos fue la estreptomicina, descubierta por Selman A. Waksman y desarrollada en los laboratorios de la empresa farmacéutica norteamericana Merck & CO., de Nueva Jersey. Junto con los productos antibacterianos isoniacida y ácido p-aminosalicílico, la estreptomicina trataba la tuberculosis, causada por el bacilo de Koch.

### El caso de la talidomida
En la década de 1950 la industria farmacéutica consiguió la mayoría de edad. Los laboratorios farmacéuticos alemanes, belgas, británicos, franceses, suecos y suizos elaboraron fármacos nuevos y eficaces (y a veces no tan eficaces). El mercado se vio inundado de nuevos antibióticos (penicilinas modificadas químicamente para destruir a las bacterias que se habían hecho resistentes a los productos más antiguos), antihistamínicos para tratar alergias como la urticaria o la fiebre del heno, nuevos analgésicos, somníferos y anestésicos, a medida que las compañías farmacéuticas invertían cada vez más en investigación y desarrollo.
Los titulares de los periódicos europeos empezaron a expresar críticas por la falta de control del sector a raíz del desastre de la talidomida. Este fármaco fue desarrollado en Alemania en 1953 y comercializado en este país en 1956.
La talidomida era un tratamiento eficaz para la depresión en los primeros meses del embarazo, un trastorno que a veces llevaba al suicidio a algunas mujeres. También fue usado como antiemético y antinauseoso de dicho período. Pero, a finales de la década de 1950, se observó que el número de bebés nacidos con miembros desarrollados de forma incompleta era estadísticamente mayor entre los hijos de madres tratadas con este fármaco. Experimentos posteriores con animales demostraron que la talidomida dañaba el crecimiento de los miembros en el embrión e interrumpía el desarrollo normal de estos. La difusión de este descubrimiento hizo que el fármaco se retirara en todos los países. La compañía alemana fue acusada de ocultar pruebas y desapareció de forma deshonrosa.
A partir de 1970 se establecieron en muchos países organismos gubernamentales para controlar la calidad, los ensayos clínicos y el empaquetado, etiquetado y distribución de los fármacos. Conceden autorizaciones tanto para los fármacos como para sus fabricantes y sus inspectores tienen derecho a visitar en cualquier momento las instalaciones donde se fabrican y almacenan productos farmacéuticos. Otros organismos son responsables de controlar la fabricación y distribución de medicinas y productos de crecimiento para animales. La distribución de los numerosísimos fármacos disponibles a los miles de farmacias y clínicas existentes sería casi imposible sin los servicios de distribuidores mayoristas estratégicamente situados que realizan suministros diarios. Las farmacias locales, el último eslabón en la cadena del suministro de fármacos a los ciudadanos, son inspeccionadas por agentes responsables de los diferentes ministerios o departamentos de Sanidad.

### El desarrollo de la píldora anticonceptiva
El éxito de los nuevos fármacos se ha visto acentuado por el marcado aumento de la esperanza de vida en muchas partes del mundo. La industria farmacéutica también respondió a la necesidad de formas más fiables de control de la natalidad. Al descubrimiento y aislamiento de las hormonas sexuales, después de los trabajos que Adolf Butenandt realizó en Berlín en la primera mitad del siglo XX, le siguió su producción comercial por Schering AG en Alemania y Organon BV en los Países Bajos. Ello hizo posible el desarrollo después de la II Guerra Mundial de píldoras (de hecho son pastillas) anticonceptivas eficaces. Estos mismos trabajos permitieron el desarrollo posterior de la terapia de sustitución hormonal (TSH) posmenopáusica.

## La industria farmacéutica moderna
Las compañías farmacéuticas fueron creadas en diferentes países por empresarios o profesionales, en su mayoría antes de la II Guerra Mundial. Allen & Hambury y Wellcome, de Londres, Merck, de Darmstadt (Alemania), y las empresas norteamericanas Parke Davis, Warner Lambert y Smithkline & French fueron fundadas por farmacéuticos. La farmacia de Edimburgo que produjo el cloroformo utilizado por James Young Simpson para asistir en el parto a la reina Victoria también se convirtió en una importante empresa de suministro de fármacos. Algunas compañías surgieron a raíz de los comienzos de la industria química, como por ejemplo Zeneca en el Reino Unido, Rhône-Poulenc en Francia, Bayer y Höchst en Alemania o Hoffmann-La Roche, Ciba-Geigy y Sandoz (estas dos últimas más tarde fusionadas para formar Novartis) en Suiza. La belga Janssen, la norteamericana Squibb y la francesa Roussell fueron fundadas por profesionales de la Medicina.
Las nuevas técnicas, la fabricación de moléculas más complicadas y el uso de aparatos cada vez más caros han aumentado según las empresas farmacéuticas enormemente los precios. Estas dificultades se ven incrementadas por la presión para reducir los precios del sector, ante la preocupación de los gobiernos por el envejecimiento de la población y el consiguiente aumento de los gastos sanitarios, que suponen una proporción cada vez mayor de los presupuestos estatales.

## Situación actual

### Coste de los medicamentos
La industria farmacéutica no afronta sola el coste de la investigación, ya que el sistema es mixto, con participación pública y privada. Las compañías aducen que la mayor contribución proviene de sus arcas, pero expertos independientes estiman que entre los gobiernos y los consumidores financian el 84% de la investigación en salud, mientras que solo el 12% correspondería a los laboratorios farmacéuticos, y un 4% a organizaciones sin fin de lucro.[cita requerida]
En cuanto al coste según la versión de la industria, cada nuevo fármaco que ponen en el mercado requiere más de 800 millones de dólares en investigación. Sin embargo, un estudio que recopiló datos de 117 proyectos de investigación concluyó que «el coste rondaría solamente 75 u 80 millones de dólares».[cita requerida]
No obstante, las inversiones necesarias para el lanzamiento de un nuevo fármaco han experimentado un fuerte incremento debido al mayor número de ensayos clínicos necesarios antes de su comercialización. Este aumento es consecuencia de una legislación más estricta, que procura mejorar la seguridad de los pacientes, pero también del hecho de que los nuevos fármacos se parecen cada vez más a los antiguos, lo que obliga a realizar más pruebas para poder demostrar las pequeñas diferencias con el fármaco antiguo.
De hecho según un estudio que revisó la documentación presentada ante la FDA estadounidense (organismo
que autoriza la venta de medicamentos), solo un 20% de la inversión
en investigación fue a parar a productos que aportan una mejora
terapéutica notable.[cita requerida]

### Tendencias: desarrollo de agentes quirales
Una tendencia de la industria farmacéutica es el desarrollo de agentes quirales. En 1983, representaban el 3% de los medicamentos, llegando en la actualidad al 70% de los nuevos fármacos.
La quiralidad (del griego, chiros, mano), puede influir sobre las propiedades biológicas de las moléculas. De allí que numerosos fármacos de mezclas racémicas están siendo comparadas con sus propios enantiómeros activos.
Los enantiómeros son compuestos que tienen la misma secuencia de átomos, pero difieren en que su estructura tridimensional, tienen una imagen especular. Se clasifican en dextrógiros y levógiros (R o S). El átomo que permite que haya estructuras en espejo se llama centro quiral y es, generalmente, un átomo de carbono. Los enantiómeros tienen propiedades físico-químicas idénticas, excepto que rotan el plano de luz polarizada en direcciones opuestas. Sin embargo, la estéreo-selectividad hace que un agente quiral pueda tener mejor afinidad con un receptor o una enzima.
La estéreo-selectividad puede tener consecuencias significativas sobre la acción terapéutica o la toxicidad de un medicamento. Ello ha permitido obtener nuevos fármacos con mejores efectos sobre la tolerabilidad, la farmacocinética, la farmacodinamia y de menores interacciones farmacológicas sobre el metabolismo y la biodisponibilidad.
En los últimos años, el impacto de estas técnicas ha sido notable en la clase de los fármacos activos sobre el sistema nervioso central, dando lugar al desarrollo de nuevos agentes antidepresivos (escitalopram), psicoestimulantes (dexmetilfenidato; armodafinilo) e hipnóticos (eszopiclona).

### Importancia económica: la industria como negocio
En la actualidad, la industria farmacéutica crece vigorosamente a nivel global. Los ingresos para el sector, durante el año 2004, fueron de 550 mil millones de dólares, un 7% mayores a los registrados en el 2003. Las ventas en los EE. UU. ascendieron a $235.400 millones, lo cual implica una tasa de crecimiento del 8,3% respecto al año anterior.  Archivado el 17 de diciembre de 2007 en Wayback Machine.. Los Estados Unidos representan el 46% del mercado farmacéutico mundial.
A partir del 2008 es inminente el vencimiento de algunas de las patentes que más ingresos reportan a la industria.  A causa de esto, se han incrementado los presupuestos para las áreas de investigación y desarrollo, sobre todo en las corporaciones más poderosas del sector (ver cuadro más abajo). Las mismas se disputan prácticamente la totalidad del mercado de los nuevos fármacos, registrándose una tendencia creciente de concentración en la oferta.
Las siguientes, fueron las compañías con mayor facturación durante el año 2004:
| Puesto | Compañía             | Sede                      | Ingresos* | Inversión I+D |
| ------ | -------------------- | ------------------------- | --------- | ------------- |
| 1      | Pfizer               | Bandera de Estados Unidos | $46.133   | $7.520        |
| 2      | GlaxoSmithKline      | Bandera de Unión Europea  | $31.377   | $5.190        |
| 3      | Sanofi-Aventis       | Bandera de Unión Europea  | $30.919   | $9.310        |
| 4      | Johnson & Johnson    | Bandera de Estados Unidos | $22.128   | $5.200        |
| 5      | Merck & Co.          | Bandera de Estados Unidos | $21.493   | $4.010        |
| 6      | AstraZeneca          | Bandera de Unión Europea  | $21.426   | $3.800        |
| 7      | Novartis             | Bandera de Suiza          | $18.497   | $3.480        |
| 8      | Bristol-Myers Squibb | Bandera de Estados Unidos | $15.482   | $2.500        |
| 9      | Wyeth                | Bandera de Estados Unidos | $13.964   | $2.460        |
| 10     | Abbott Labs          | Bandera de Estados Unidos | $13.756   | $1.690        |

* Todos los valores expresados en millones de dólares americanos.

### Año 2011
Facturación de las empresas farmacéuticas durante 2011:
| Puesto | Compañía          | Sede                      | Ingresos* | Inversión I+D |
| ------ | ----------------- | ------------------------- | --------- | ------------- |
| 1      | Pfizer            | Bandera de Estados Unidos | $58.500   | $9.413        |
| 2      | Novartis          | Bandera de Suiza          | $42.000   | $7.100        |
| 3      | Sanofi-Aventis    | Bandera de Unión Europea  | $40.300   | $5.147        |
| 4      | Merck & Co.       | Bandera de Estados Unidos | $39.800   | $11.000       |
| 5      | Roche             | Bandera de Suiza          | $39.100   | $8.612        |
| 6      | GlaxoSmithKline   | Bandera de Unión Europea  | $36.200   | $6.126        |
| 7      | AstraZeneca       | Bandera de Unión Europea  | $33.300   | $4.200        |
| 8      | Johnson & Johnson | Bandera de Estados Unidos | $22.400   | $4.432        |
| 9      | Lilly             | Bandera de Estados Unidos | $22.400   | $4.880        |
| 10     | Abbott Labs       | Bandera de Estados Unidos | $19.900   | $3.724        |

Fuente: Wikipedia
* Todos los valores expresados en millones de dólares americanos.

## Críticas a la industria farmacéutica
Los medicamentos no son una mercancía cualquiera, sino un elemento necesario para mantener la salud de los ciudadanos. Y aquí es donde empieza el conflicto de intereses, ya que por una parte, existe el derecho de la industria farmacéutica a obtener beneficios que la incentiven para seguir investigando, mientras por otro lado está el derecho a la salud, del que debería gozar todo.
Los argumentos más empleados para justificar el incremento de los precios de los medicamentos dicen que las nuevas técnicas, la fabricación de moléculas más complicadas y el uso de aparatos cada vez más caros han aumentado enormemente los costes. Estas dificultades se ven incrementadas por la presión para reducir los precios del sector, ante la preocupación de los gobiernos por el envejecimiento de la población, el problema con las patentes y el acceso a los medicamentos y el consiguiente aumento de los gastos sanitarios, que suponen una proporción cada vez mayor de los presupuestos estatales. 
Sin embargo, los críticos del sector sostienen que en realidad los costos de fabricación han disminuido de manera importante, debido al empleo de aparatos y procesos industriales más eficientes, y a la automatización de muchas etapas productivas, con la consiguiente reducción de mano de obra. Por otra parte, la mano de obra se ha visto reducida en forma notable luego de las mega fusiones de las principales empresas farmacéuticas que han ocurrido en la década de 1990, que han generado una ola de despidos del orden de varias decenas de miles de empleados.
En realidad, el mayor generador de costos en la industria farmacéutica actual no es la fabricación de los medicamentos, ni tampoco las inversiones en investigación y desarrollo (ver abajo) sino los gastos derivados de la comercialización o mercadeo (marketing) de sus productos, que incluyen millonarios desembolsos para realizar estudios de mercado, análisis de los competidores, estrategias de posicionamiento, extensión de patentes, distribución, promoción, publicidad y ventas de sus productos, así como los gastos administrativos necesarios para mantener estructuras multinacionales, los que incluyen astronómicos salarios pagados a sus principales ejecutivos.[cita requerida]
Según los críticos de la industria farmacéutica, los altos precios tampoco están en relación directa con la inversión en la investigación sino, más bien, con las ganancias producidas por la comercialización de los medicamentos.
Algunos de estos conceptos fueron desarrollados por Marcia Angell, quien fuera redactora jefe de la publicación científica New England Journal of Medicine durante más de 20 años. Sus denuncias
También se acusa la industria farmacéutica de tener más interés en investigar medicamentos crónicos que en investigar una cura definitiva, lo cual supuestamente incumpliría la Declaración de Ginebra sobre velar ante todo por la salud y el bienestar de los pacientes.

### Otro punto de vista.
Enfoques alternativos señalan la realidad de un mercado en el que la industria promociona la investigación y la comercialización de novedades terapéuticas. Sin embargo menos de una cuarta parte de los fármacos que se ponen en el mercado son innovadores. 
Cuando estas novedades son analizadas por comités de expertos independientes, utilizando procesos normalizados de trabajo que garantizan la transparencia y reproductibilidad de la evaluación científica comparativa, de la eficacia, seguridad, natación, y economía, se evidencia que la mayoría de estos nuevos medicamentos solo vienen a sustituir el espacio económico que para las compañías dejan otros con patentes próximas a expirar o que ya han expirado, por lo que dejarán de ser tanto negocio como lo eran. Así vemos como cerca de un 90% de los nuevos fármacos usados en Atención Primaria, no representan una mejora terapéutica respecto a otros medicamentos presentes en el mercado, con eficacia y seguridad conocidas y gran experiencia de uso.
Esta sustitución por novedades terapéuticas representa un incremento insostenible del gasto sanitario para la economía de muchos países, teniendo que desviar ingentes cantidades del presupuesto nacional que podría destinarse a mejoras en las prestaciones que su sistema sanitario da a sus ciudadanos o simplemente al desarrollo de su economía y nivel de vida. La mayor parte del aumento del gasto de los sistemas sanitarios en los países ricos se debe a la sustitución de fármacos conocidos por novedades terapéuticas.
Los organismos gubernamentales que supuestamente deben ejercer la función de control de este sector económico en beneficio de los ciudadanos, están financiados en porcentajes muy altos por la propia industria (la FDA de EUA en un 75% y la Agencia Europea de Evaluación de Medicamentos en un 80% son un ejemplo), dependiendo, como es el caso europeo de la Dirección General de Industria y no de la de Salud. De todo ello se desprende que existe un conflicto entre la riqueza que la industria genera (otra cosa es como luego se redistribuye) y los perjuicios que los ciudadanos deben asumir por ella. En el año 2002, justo cuando caducaba la patente de tratamientos hormonales sustitutivos (THS) en parches transdérmicos para mujeres con sintomatología menopáusica, se reconoció que no solo no protegen del infarto de miocardio ni de la enfermedad de Alzheimer, sino que en realidad aumentan su riesgo, así como el de cáncer de mama. Se calcula que en el Reino Unido pueden haber causado 20.000 casos adicionales de cáncer de mama. En España pueden haber producido unos 16.000 casos adicionales de cáncer de mama, 6.000 de ictus y 8.000 de embolia pulmonar, a cambio de reducir el número de casos de cáncer colorrectal en 6.000, y el de fracturas de cuello de fémur en 2.500. En cuanto a la demencia, se registró una incidencia del doble entre las usuarias de THS, comparadas con las no usuarias.
Una revisión de los conocimientos sobre estos riesgos pone de manifiesto que en 1974 ya se conocía que los estrógenos incrementan el riesgo de infarto de miocardio, embolia y cáncer de endometrio, y en 1978 ya se sugirió que también incrementan el riesgo de cáncer de mama. Como este ejemplo existen desgraciadamente otros más, lo que pone en tela de juicio la realidad de una investigación muchas veces no independiente, o exenta de conflicto de intereses, que se basa en estudios en ocasiones con un diseño metodológico "poco ortodoxo" desde el punto de vista científico, o que beneficia claramente al nuevo fármaco. Investigación que no se realiza con el tipo de pacientes a los que después va dirigido el fármaco, como es en muchos casos el de las mujeres o el de los niños, en los que hasta en un 90% de casos no se hace. Esto último ha llevado a la Comisión Europea a dar un toque de atención a la industria continental. Para muestra un botón, el caso reciente de gravísimos efectos adversos en niños por un antiviral para la Gripe aviar usado en Japón.

## Investigación y ensayos clínicos

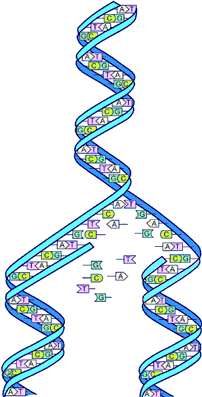
Doble hélice de ADN en replicación.

La innovación prosigue su veloz curso a medida que la investigación básica en universidades y hospitales, financiada en parte por contribuciones de la industria, así como la propia investigación de las compañías farmacéuticas, realiza nuevos descubrimientos sobre los tejidos y órganos de los seres vivos. En la actualidad la investigación en los laboratorios de las compañías farmacéuticas centra su interés en el hallazgo de tratamientos mejorados para el cáncer, las enfermedades del sistema nervioso central, las enfermedades virales como el síndrome de inmunodeficiencia adquirida (sida), la artritis y las enfermedades del aparato circulatorio, que son los males que aquejan principalmente a los países desarrollados, y los que en última instancia, les generan más ganancias. Poca investigación se realiza sobre las enfermedades predominantes de países subdesarrollados (por ejemplo, la enfermedad de Chagas en América del Sur), debido a que el retorno de la inversión en estos mercados es bajo.
El descubrimiento de la estructura del ácido desoxirribonucleico (ADN) al principio de la década de 1950 hizo posible el desarrollo de nuevas técnicas que han desembocado en la producción de prostaglandinas, interferón, nuevas vacunas, el factor de coagulación sanguínea y muchos otros compuestos bioquímicos complejos que antes eran difíciles o imposibles de fabricar. Los directivos de las compañías farmacéuticas comprenden plenamente la importancia de la ingeniería genética para el desarrollo de nuevos fármacos en la actualidad y en el futuro.
El uso de animales vivos en la investigación médica es tema de polémica. Aunque los farmacólogos han desarrollado y continúan desarrollando técnicas para evitar su uso, los animales vivos (fundamentalmente ratas y ratones) continúan siendo cruciales para muchos procedimientos. Los organismos de control médico insisten en el hecho de que se tienen que utilizar dos especies distintas para comprobar la posible toxicidad de una nueva sustancia antes de conceder el permiso a empezar ensayos clínicos.
La primera fase de estos ensayos implica la cooperación voluntaria de personas sanas que reciben un breve tratamiento del nuevo fármaco. Si no aparecen problemas, el organismo oficial que otorgó la autorización permite el inicio de la segunda fase de los ensayos, en la que unos pocos asesores especializados prueban el producto con un grupo seleccionado de pacientes. Basándose en sus recomendaciones, la compañía puede solicitar permiso de llevar a cabo la tercera fase de los ensayos, de carácter más amplio. Si esta última fase produce resultados satisfactorios, se solicita la autorización del fármaco. En algunos casos es necesario repetir un procedimiento parecido en aquellos países donde se quiera comercializar.
Generalmente los ensayos se llevan a cabo en hospitales, donde es posible organizar ensayos denominados de doble ciego. Los pacientes se dividen en dos o tres grupos; uno de ellos recibe el fármaco que se quiere probar, otro recibe un placebo (una sustancia inactiva) y a veces un tercer grupo recibe otro producto con el que se quiere comparar el nuevo fármaco. Los tres compuestos se presentan de manera que ni el paciente ni el médico tratante puedan diferenciarlos. Según algunos diseños, sólo el farmacéutico del hospital sabe qué grupo recibe cada compuesto y no divulga los resultados hasta el final del ensayo, cuando los médicos hayan evaluado los resultados clínicos. En el caso de medicinas para animales, se realizan ensayos parecidos que son llevados a cabo por veterinarios.
En la actualidad la mayoría de los gobiernos occidentales consideran que un requisito para la producción y distribución de fármacos seguros y eficaces es que la industria farmacéutica continúe en manos de la empresa privada. Otro requisito es el establecimiento de organismos gubernamentales de vigilancia compuestos por expertos y con poderes para conceder o negar la autorización a las compañías farmacéuticas para comercializar sus productos, según criterios de calidad de los mismos y seguridad para los pacientes. Estos organismos de control son los responsables de impedir abusos o irresponsabilidades por parte de los fabricantes, con lo cual se reduce la posibilidad que aparezcan peligros para la salud y se produzcan desastres como el de la talidomida.

### Enfoques críticos
- Luis Vallejo Rodríguez: El cáncer y los intereses creados.
- Jorge Bermúdez: Indústria farmacêutica, estado e sociedade: Crítica da política de medicamentos no Brasil. Sociedade Brasileira de Vigilância de Medicamentos (1995). ISBN 85-271-0302-8 (en portugués)
- Fran Hawthorne: The Merck Druggernaut: The Inside Story of a Pharmaceutical Giant. Wiley, 2003. ISBN 0-471-22878-8 (en inglés)
- Merrill Goozner: The $800 million pill.  University of California Press, Berkeley, 2004, 297 S. ISBN 0-520-23945-8. (en inglés)
- Philippe Pignarre: El Gran Secreto de La Industria Farmacéutica. Gedisa Editorial, 2005. ISBN 84-9784-021-6
- Ray Moynihan, Alan Cassels: Selling sickness: How the world's biggest pharmaceutical companies are turning us all into patients. Nation Books, New York, 2005. (en inglés)

## Filmografía
El jardinero fiel (Fernando Meirelles, 2005) basada en una novela de John le Carré, hace una crítica de algunos de los métodos usados por la Industria farmacéutica.

### Español
- PharmaNews, revista venezolana de la industria farmacéutica
- Farmaindustria
- Industria farmacéutica (PDF). Ministerio de Trabajo y Asuntos Sociales de España
- Federación Latinoamericana de la Industria Farmacéutica
- Industria farmacéutica I+D. Universitat de Barcelona.
- Información de la industria farmacéutica
- Industria-farmacéutica.com Archivado el 28 de agosto de 2005 en Wayback Machine.
- Industria Farmacéutica Argentina en Linkedin  (enlace roto disponible en Internet Archive; véase el historial, la primera versión y la última).

### Inglés
- Drug Rush
- Pharmaceutical Executive Magazine
- Pharmaceutical Research and Manufacturers of America
- PPD
- PharmaLive
- Cost Justification: Pharmaceutical
- WWW-Information resources: Drug Discovery
- ICH Website
- FDA Website

- Datos: Q507443
- Multimedia: Pharmaceutical industry / Q507443